# Weetangera

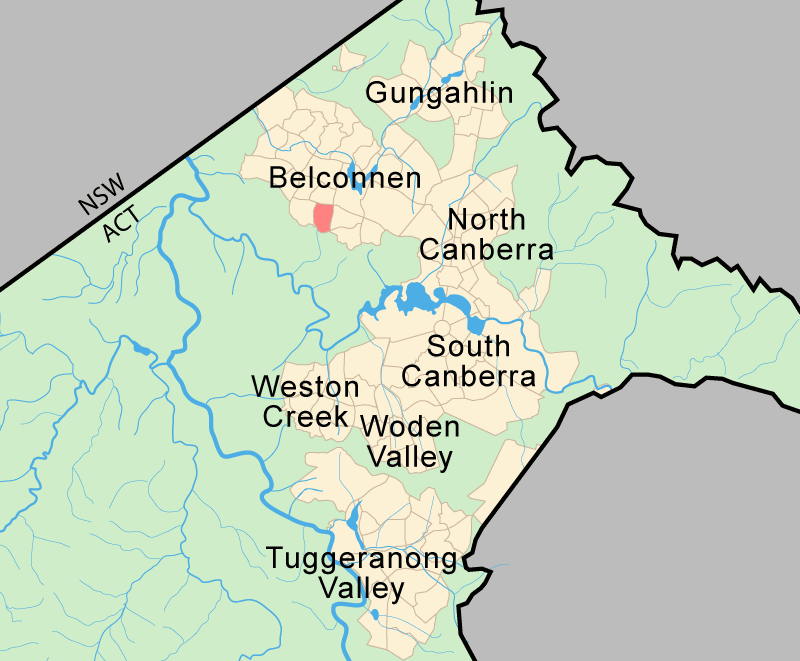
le quartier de Weetangera dans l'arrondissement de Belconnen.

Weetangera est un quartier dans l'arrondissement de Belconnen, à Canberra, en Australie. 
Il jouxte les quartiers d'Hawker, Page et Macquarie. Il est séparé du Parc Naturel de Canberra par la Springvale Drive. 
Il porte le nom de la propriété achetée par Samuel Shumack en 1861. C'était également le nom de la paroisse Weetangera, qui comprenait la bande de terre comprise entre la Ginninderra Creek et la rivière Molonglo. 
Weetangera est dans la circonscription fédérale de Fraser et dans la circonscription territoriale de Gininderra.